# Budynek sądu w Bytomiu
Budynek sądu w Bytomiu – budynek użyteczności publicznej z 2. połowy XIX wieku w Bytomiu wpisany do rejestru zabytków nieruchomych województwa śląskiego.
Pierwotny gmach sądu wzniesiono razem z zespołem zabudowy więzienia w Śródmieściu Bytomia w 1860 roku, w latach 1891–1895 rozbudowano go o skrzydło wschodnie; budynek od czasu powstania jest nieprzerwanie wykorzystywany jako siedziba sądu.

## Historia
Pierwotne zabudowania sądu powiatowego zostały wzniesione z cegły według projektu Paula Jackischa w 1860 roku (bądź w latach 1858–1862) na zachodnim krańcu miasta; jednocześnie budowano przyległy do sądu zespół zabudowy więzienia. W 1890 roku prawdopodobnie rządowy radca budowlany Karl Friedrich Endell zaprojektował reprezentacyjny dziedziniec o trzech kondygnacjach z krużgankami, zbliżony do dziedzińca znajdującego się w budynku Muzeum Narodowego we Wrocławiu, również jego projektu; jest on być może projektantem całego dobudowanego skrzydła. Stary gmach, który stanowi obecnie zachodnie skrzydło sądu rozbudowano o nowe wschodnie skrzydło w latach 1891–1895 w stylu północnego neorenesansu na potrzeby sądu powiatowego i krajowego (projekt rozbudowy bywa niesłusznie przypisywany J. Heisemu). Rozbudowa kosztowała 684 000 marek. Radcy budowlani Klutmann i Klopsch nadzorowali rozbudowę, nadzór na miejscu prowadził królewski radca budowlany Blau, natomiast prowadzenie robót powierzono Heisemu oraz Sobocińskiemu i Schultzowi. Od 1916 roku w wyniku podziału sądów na cywilne i karne rozdzielono bytomskie sądownictwo pomiędzy dwa budynki: w omawianym gmachu prowadzono izby karne sądu powiatowego oraz odwoławczego, natomiast w budynku przy dzisiejszej ul. Parkowej 2 pomieszczono sąd cywilny.
Około 2005 roku wymieniono oryginalne drzwi okute stalą na współczesne drewniane, oficjalnie z uwagi na ich wypaczenie. Konserwator zabytków Adam Widera złożył wówczas zawiadomienie o popełnieniu przestępstwa do prokuratury. Na początku XXI wieku budynek na skutek działalności górniczej był przechylony – różnica pomiędzy stroną północną a południową wynosiła 50 cm w pionie, a cały teren w rejonie budynku sądu osiadł o 10 metrów; szkody górnicze obejmowały popękane ściany, zniszczone sztukaterie, ubytki w elewacji i kamiennych obramowaniach. W 2007 roku prowadzono remont gmachu sądu, którego inwestorem była Bytomska Spółka Restrukturyzacji Kopalń na mocy wyroku naprawienia szkody górniczej, który został wydany przez Sąd Okręgowy w Katowicach w lutym 2004 roku. Prowadzone prace obejmowały zarówno wnętrze, w tym hol, korytarze, sale rozpraw, jak i elewacje zewnętrzne.
Gmach leży w rejonie układu urbanistycznego śródmieścia Bytomia (bądź w jego sąsiedztwie), które wpisano do rejestru zabytków byłego województwa katowickiego na mocy decyzji nr 1152/70 z 29 grudnia 1970 roku. Obiekt był wpisywany indywidualnie do rejestru zabytków nieruchomych województwa śląskiego trzykrotnie: 7 grudnia 2011 roku (nr rej. A/359/11, decyzja została uchylona decyzją Ministra Kultury i Dziedzictwa Narodowego), 23 września 2016 roku (nr rej. A/359/2016, decyzja została uchylona decyzją Ministra Kultury i Dziedzictwa Narodowego z dn. 27 listopada 2018 roku) oraz 21 listopada 2019 roku (nr rej. A/579/2019, decyzja o wpisie do rejestru zabytków jest ostateczna i obowiązująca).

## Architektura
Gmach o rzucie na planie litery T, trójkondygnacyjny z nieużytkowym poddaszem, z piwnicą i strychem, murowany z cegły ceramicznej na fundamentach ceglanych. Powierzchnia użytkowa wynosi 3156 m², powierzchnia zabudowy to 2568,2 m², a kubatura wynosi 41904,50 m³. Na środku elewacji frontowej znajduje się ryzalit z zaokrąglonym szczytem. Na fasadzie rzekomo umieszczono w niszy rzeźbę Temidy, która miała zostać usunięta w czasach hitleryzmu. Obramowania zewnętrzne okien i drzwi wykonano z różowego piaskowca. Podłogi wykonano z wylewki betonowej, posadzki wykonano z lastrika, płytek ceramicznych gresowych, parkietu, rulonowych wykładzin PCV bądź paneli podłogowych. W piwnicach stropy ceglane, pozostałe stropy oraz sklepienia z cegły bądź drewna, kolebkowe, krzyżowe oraz odcinkowe, osadzone na stalowych belkach. Okna i drzwi z płaskimi bądź sklepionymi nadprożami, z drewnianą stolarką. Schody wewnętrzne wykonano z granitu lub drewna na konstrukcji stalowej. Zachowano konstrukcje kominów typu gaciowego na poddaszu. Dach konstrukcji drewnianej, wielospadowy kombinowany, pokryty dachówką ceramiczną oraz częściowo papą.
Wewnątrz wschodniego skrzydła arkadowy dziedziniec trójkondygnacyjny na planie prostokąta, z krużgankami, nakryty przeszklonym dachem poniżej niego znajdują się wizerunki herbów w postaci kartuszy na pilastrach. Są to herby powiatu oraz Bytomia, a także kartusz z wagą jako symbolem sprawiedliwości. Na rozwidleniu amfiladowych schodów dziedzińca został umieszczony duży zegar.
Na podłodze dziedzińca położono granitową mozaikową posadzkę. Zachowały się trzy reprezentacyjne sale rozpraw z oryginalnym wyposażeniem.
Od zachodu budynek sąsiaduje z zespołem zabudowy więzienia. Do budynku sądu należą dwa pawilony przy ul. Wrocławskiej 2; w jednym znajduje się kwiaciarnia, a w drugim punkt ubezpieczeniowy.

## Galeria

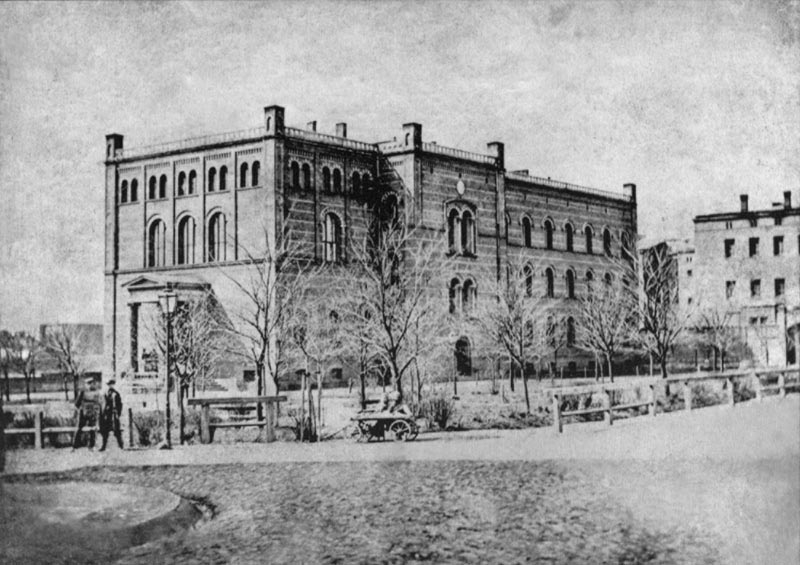
Budynek sądu w Bytomiu przed rozbudową (przed 1892)
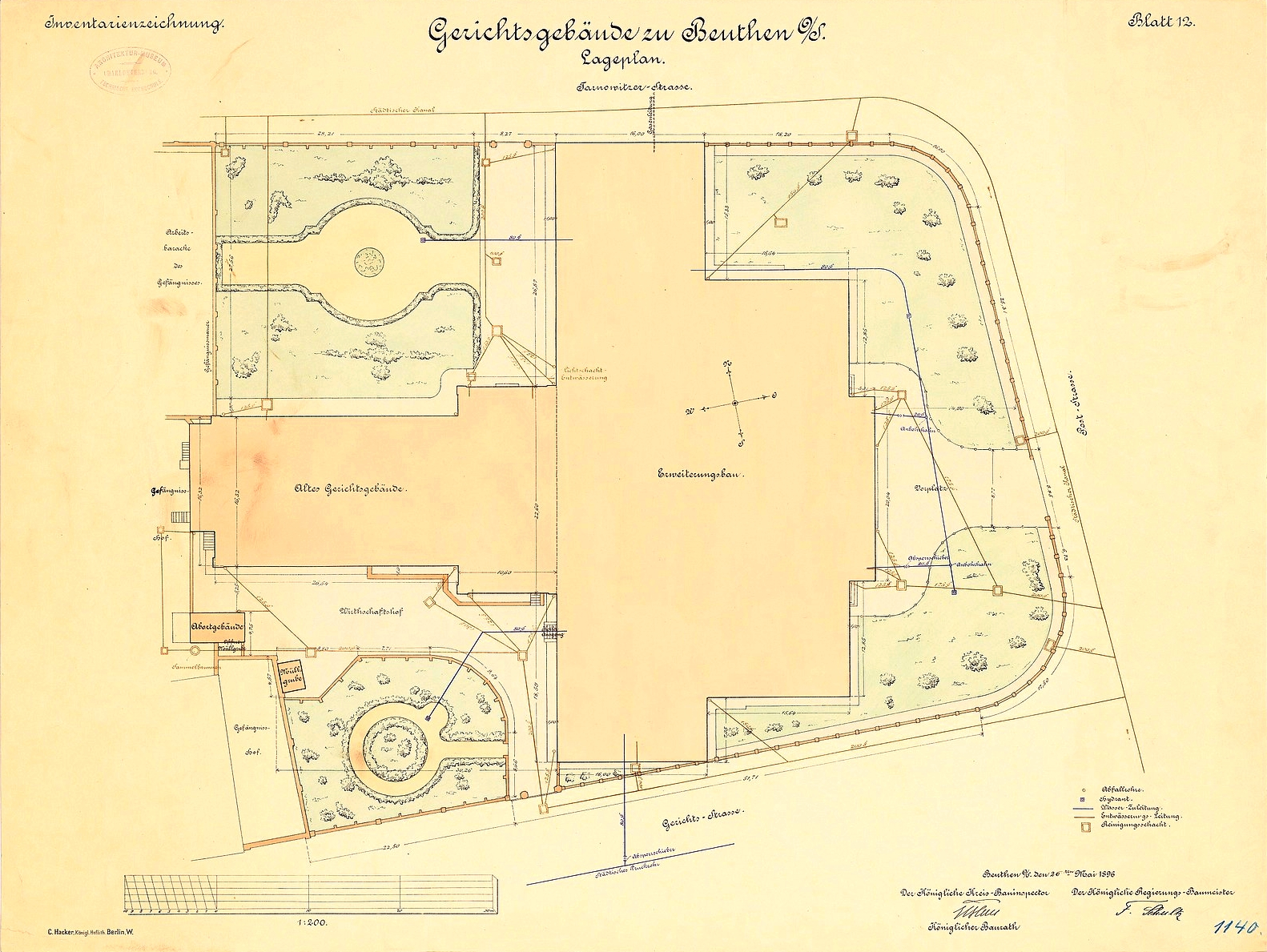
Plan gmachu sądu po rozbudowie (1896)
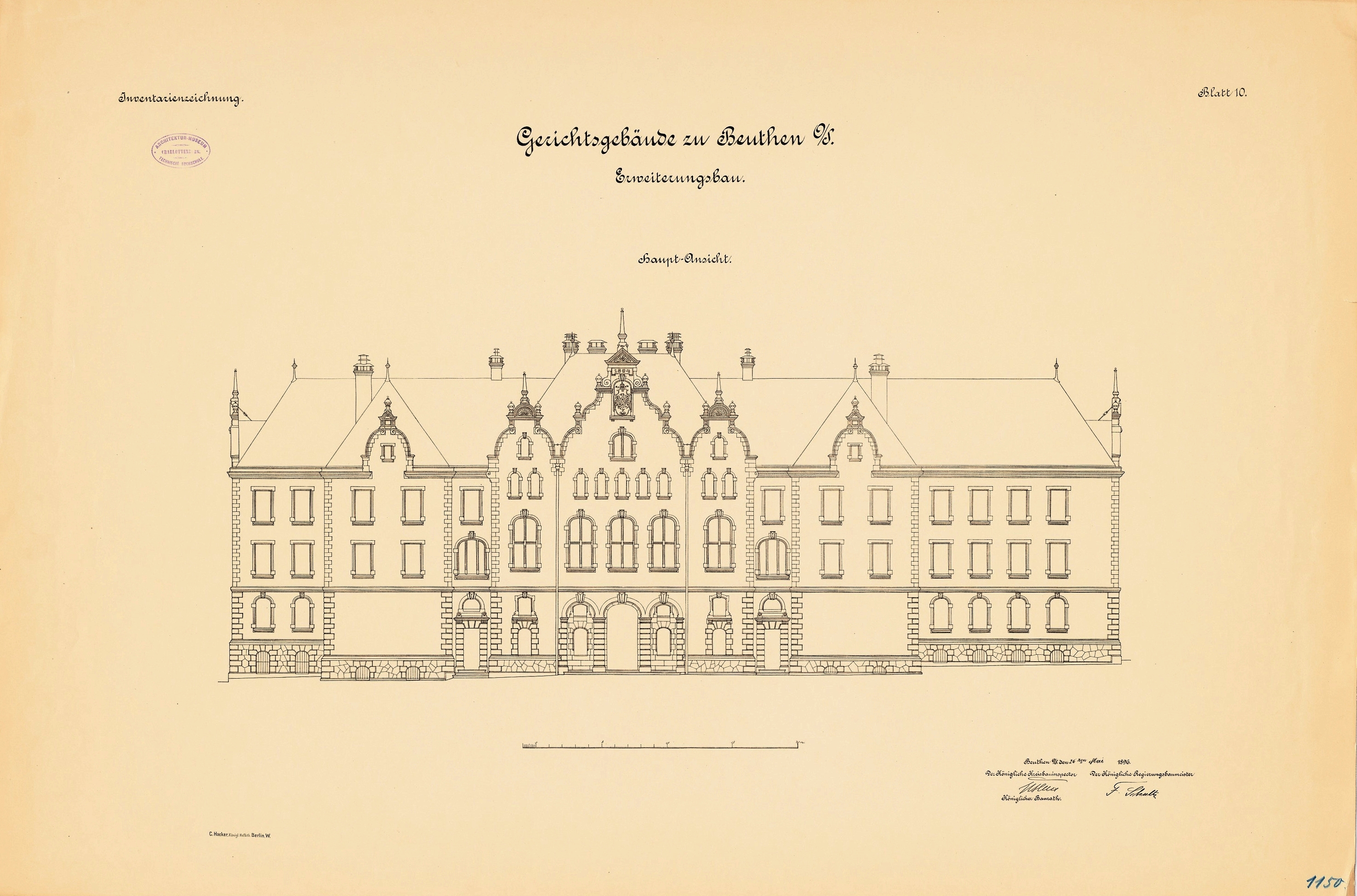
Plan fasady dobudowanego skrzydła (1896)
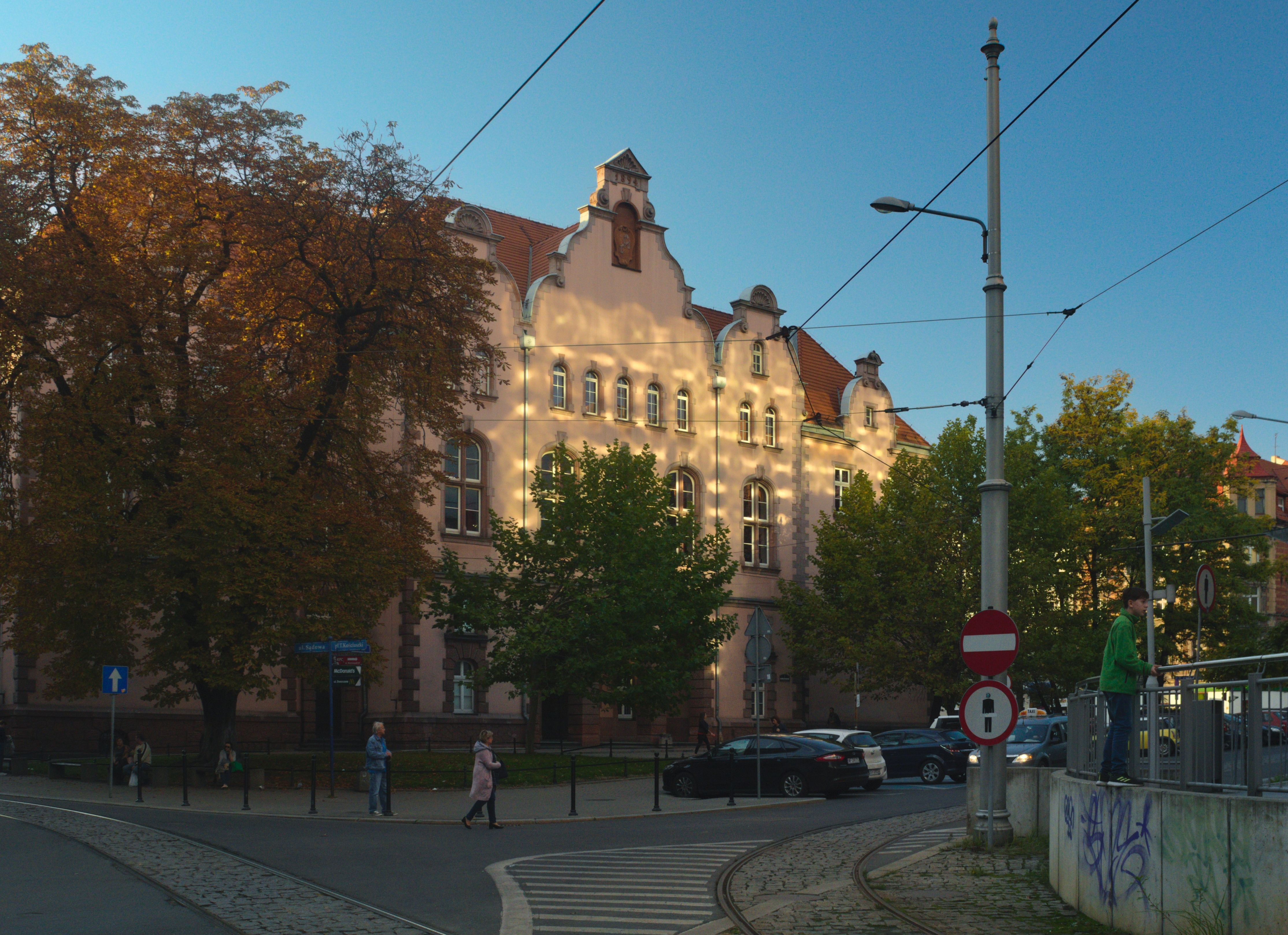
Fasada od ul. Piekarskiej (2019)
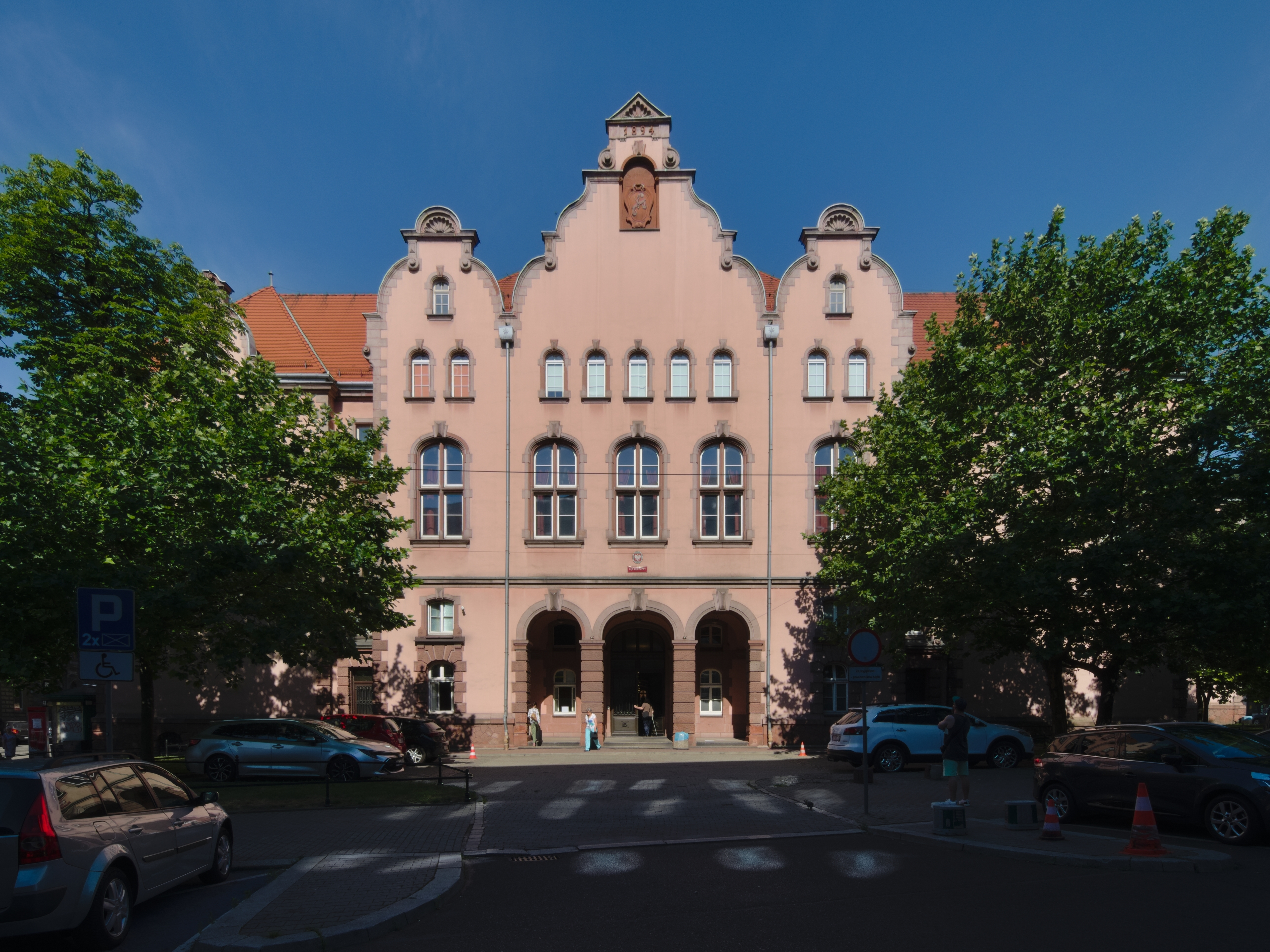
Ryzalit fasady skrzydła wschodniego (2022)
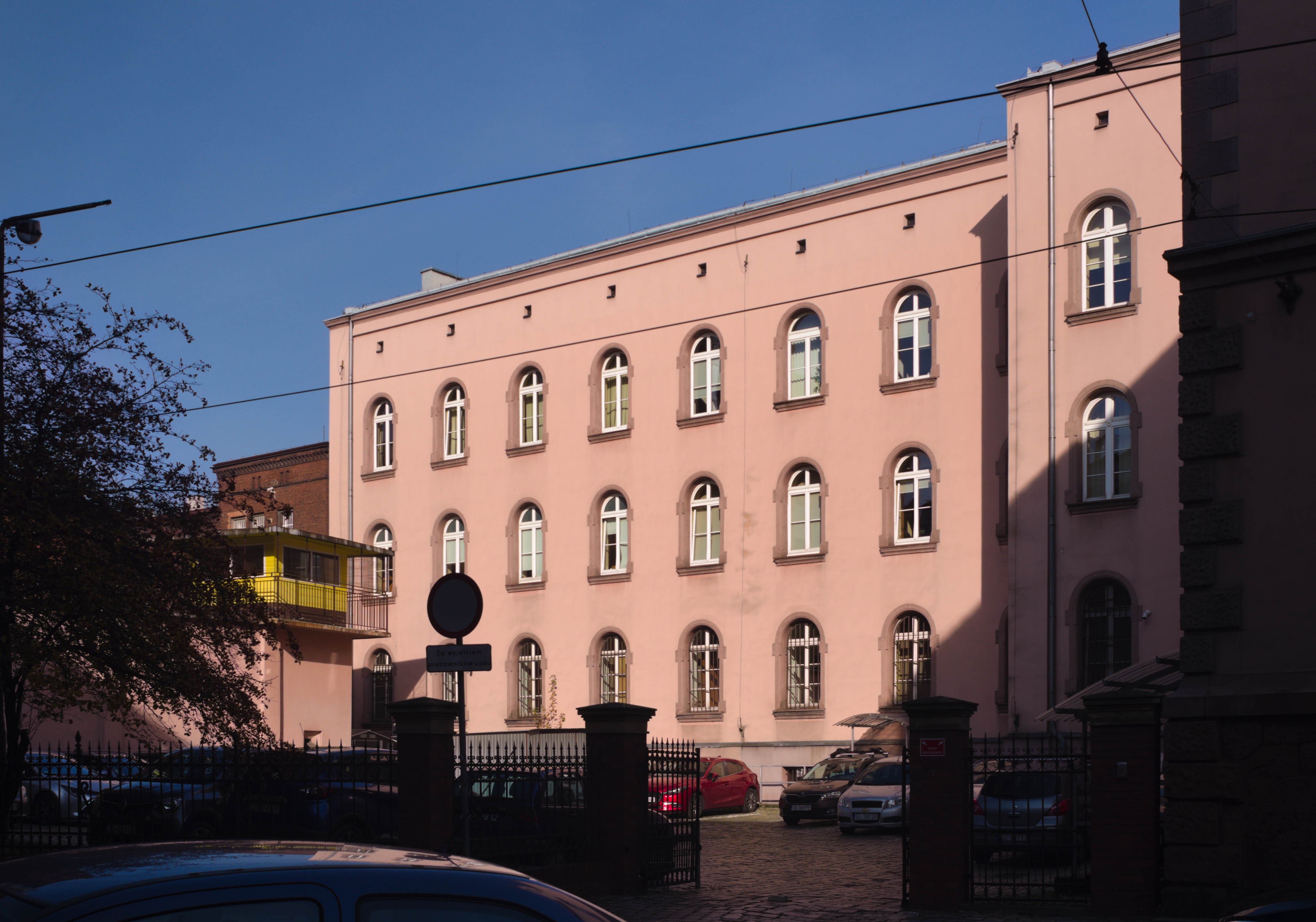
Skrzydło zachodnie – starsza część (2020)
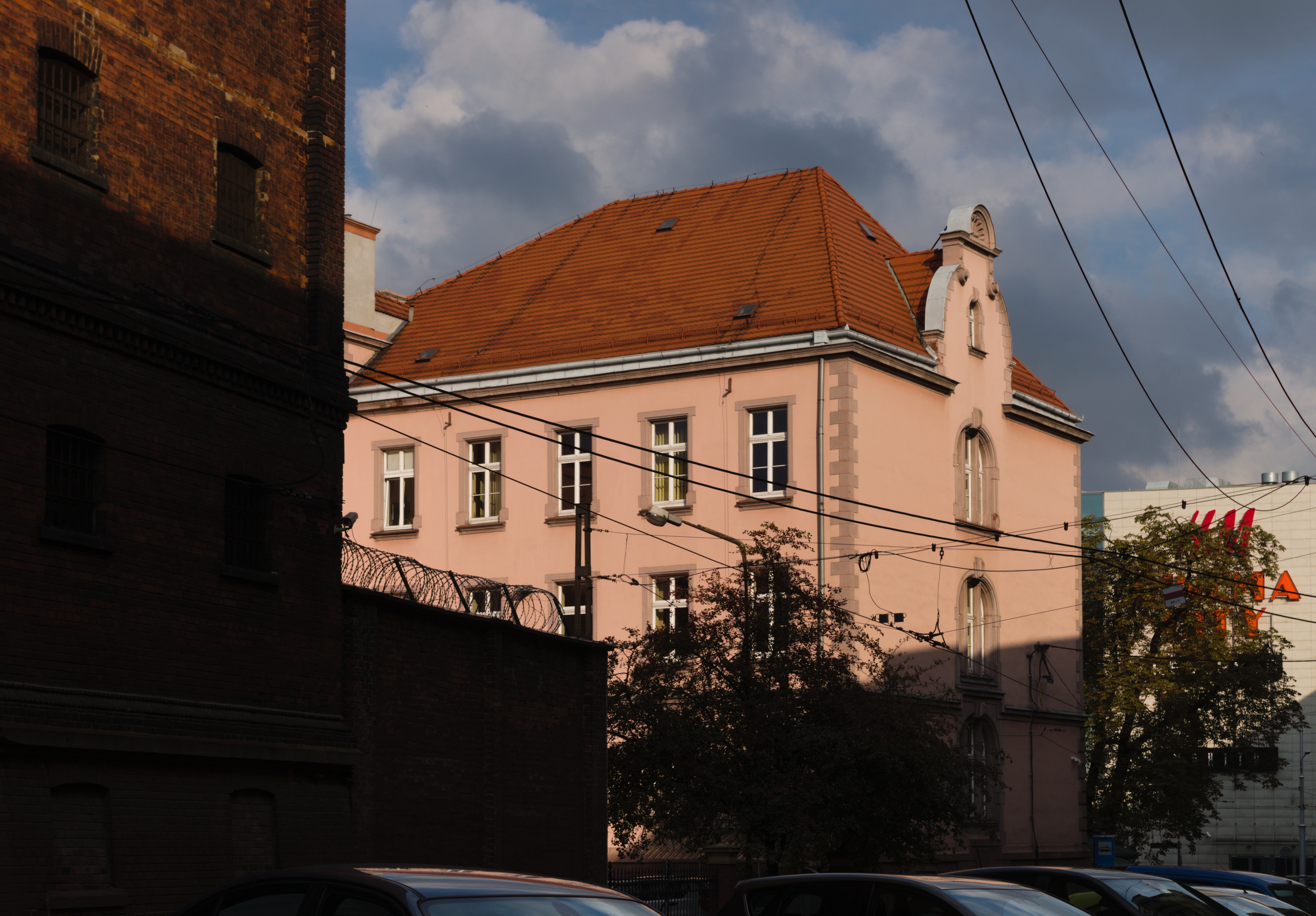
Południowa część skrzydła wschodniego (2020)
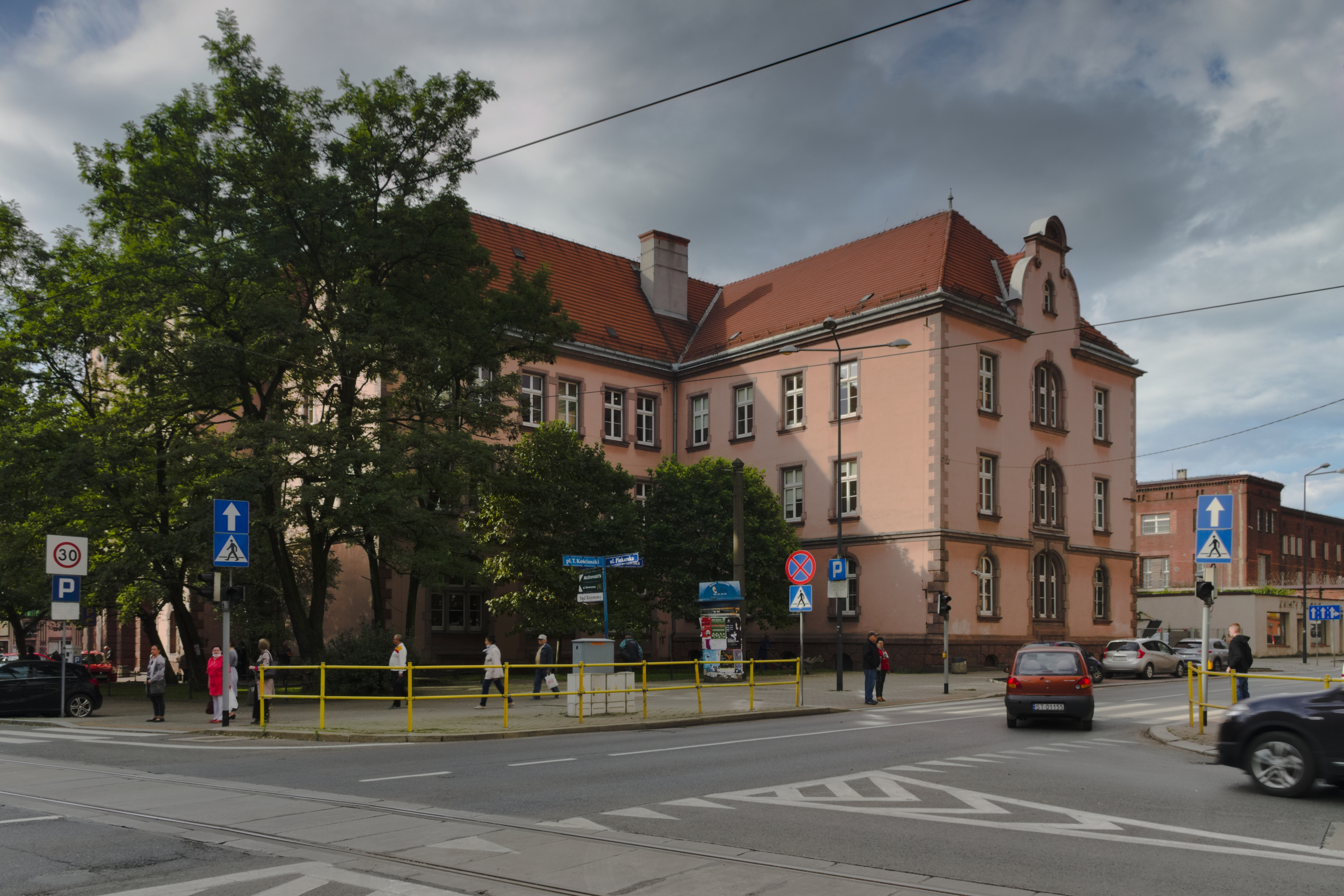
Skrzydło wschodnie, widok z ul. Wrocławskiej (2020)
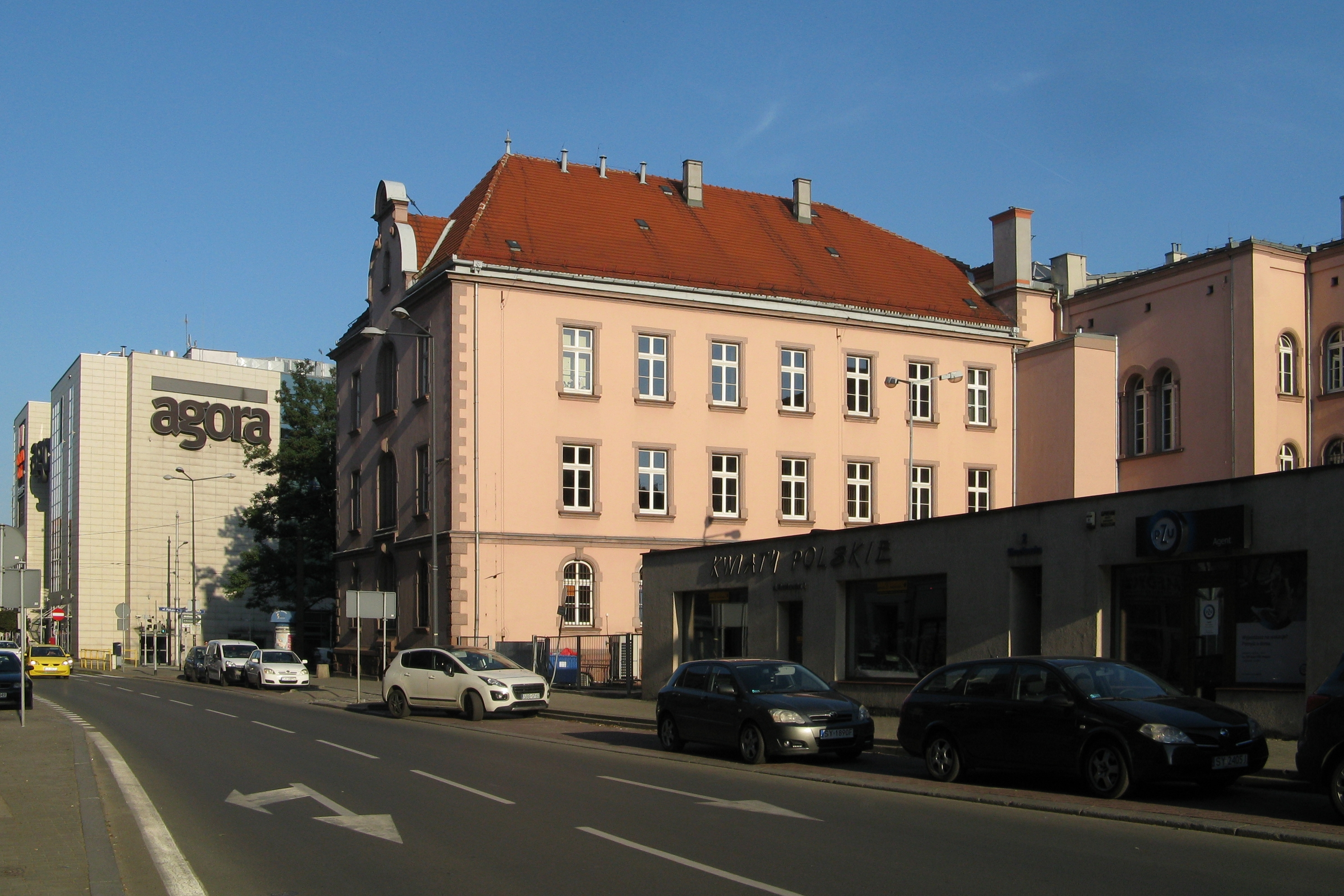
Widok z ul. Wrocławskiej, z prawej pawilony handlowe (2018)
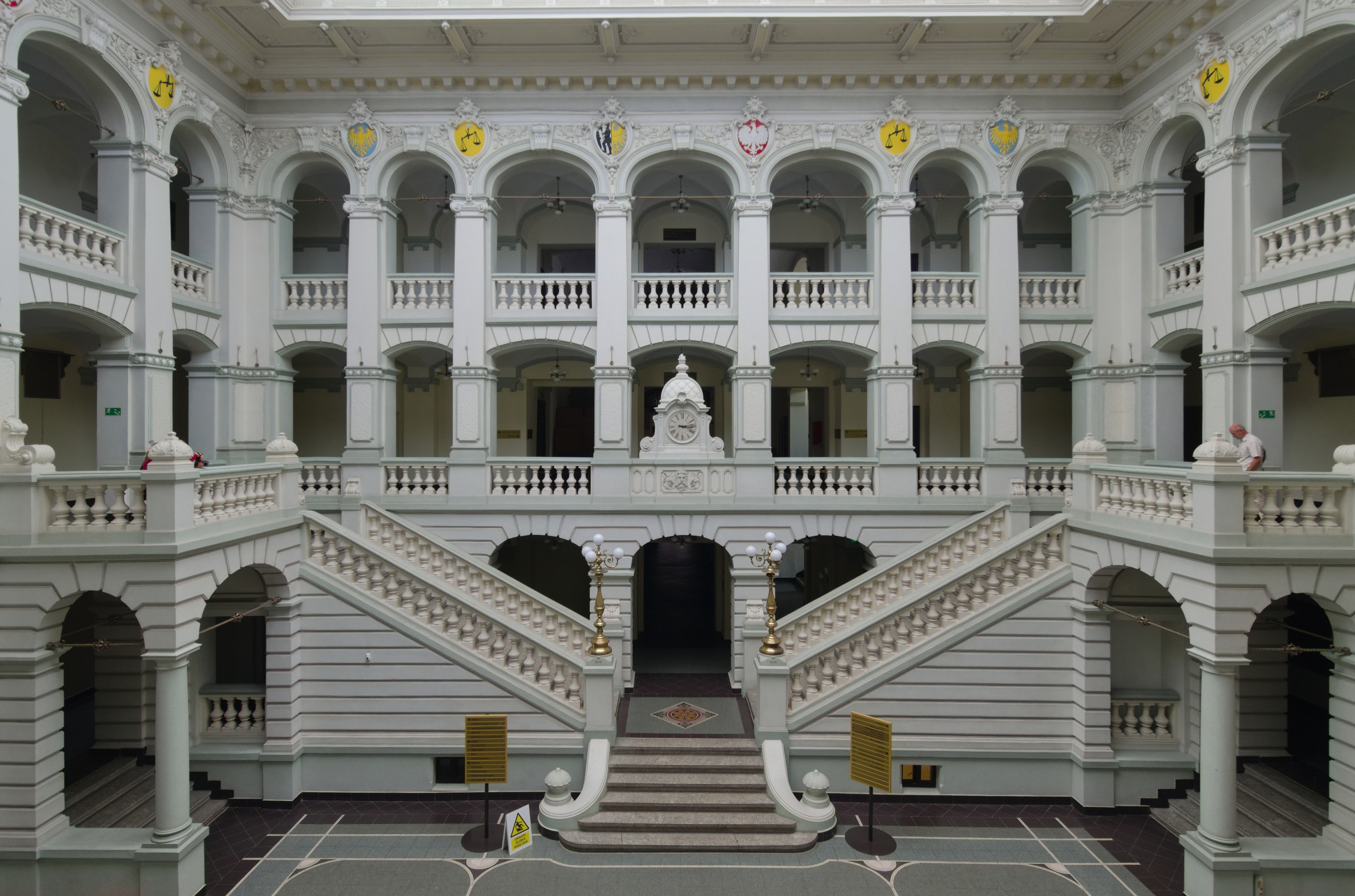
Wewnętrzny dziedziniec (2022)
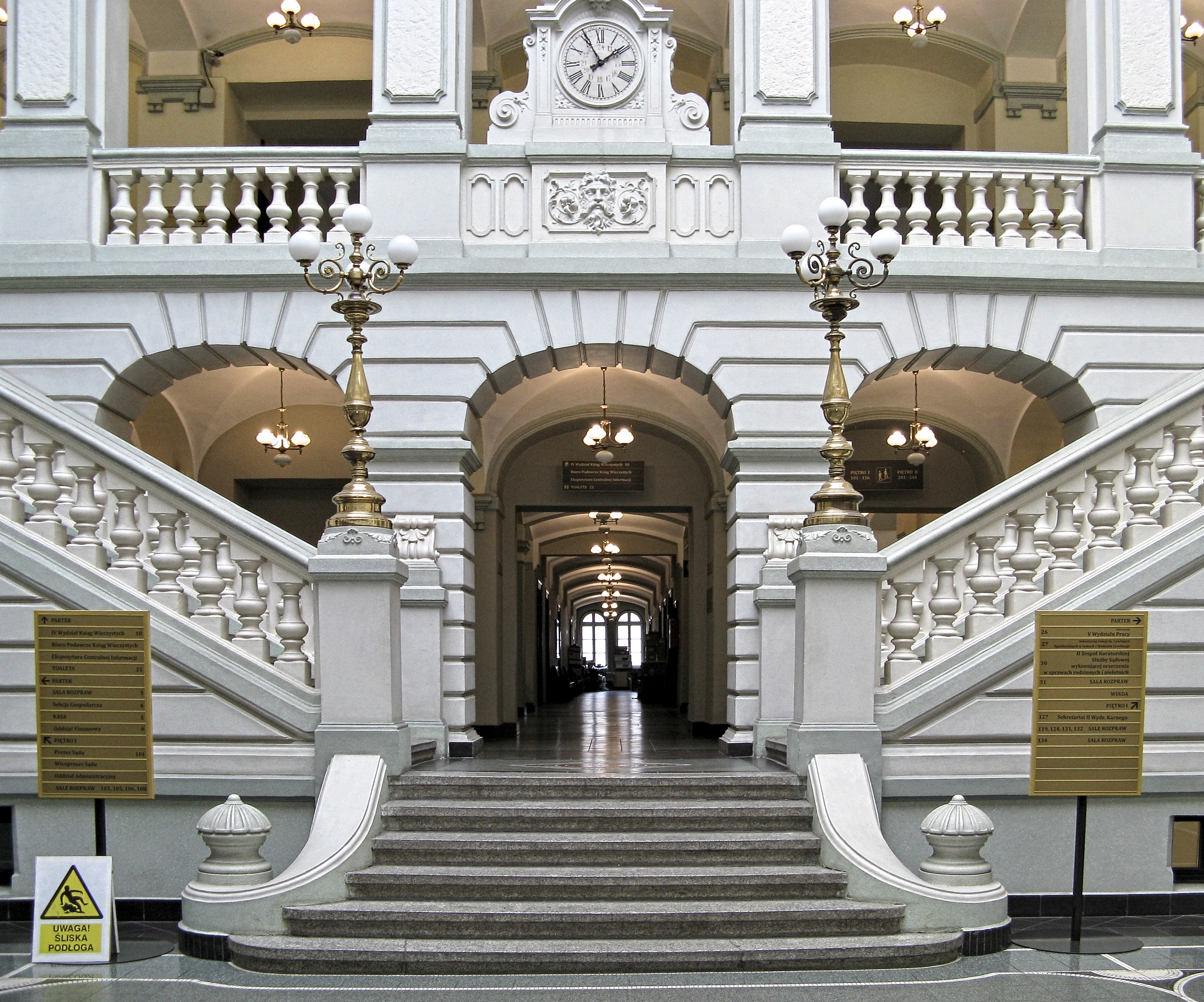
Schody na wewnętrznym dziedzińcu (2018)
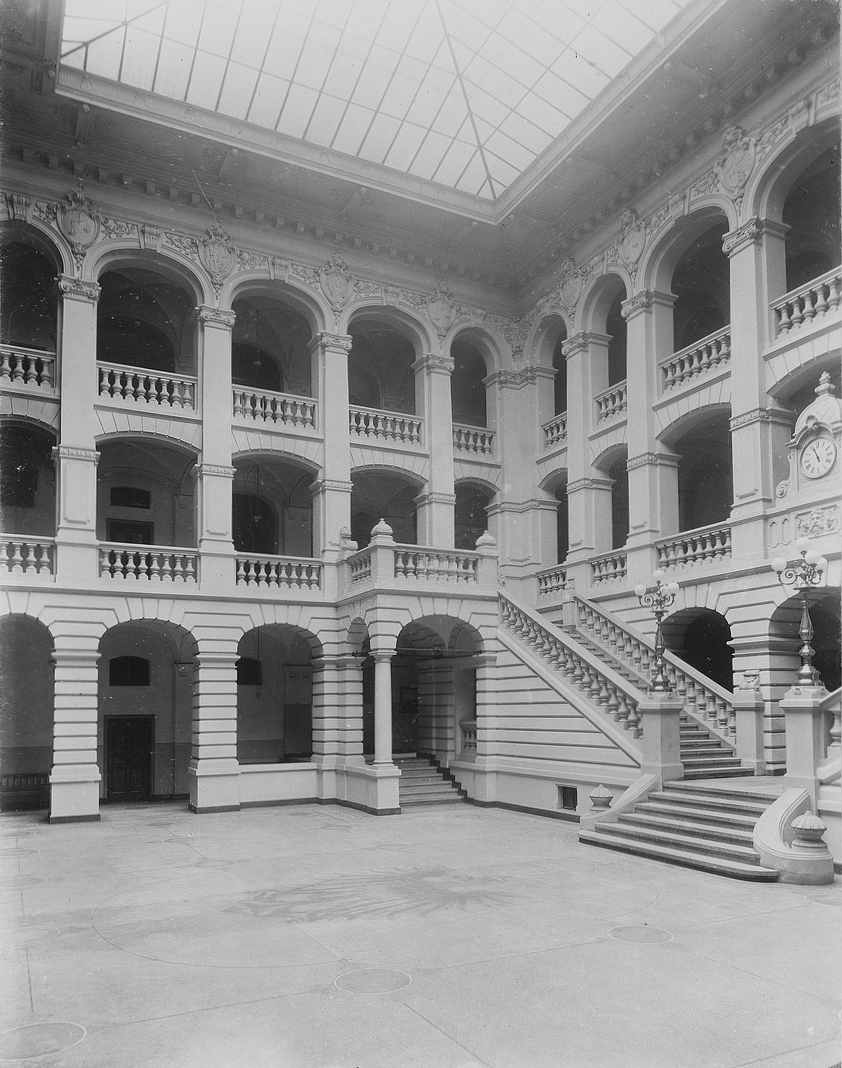
Krużganki dziedzińca (około 1896)
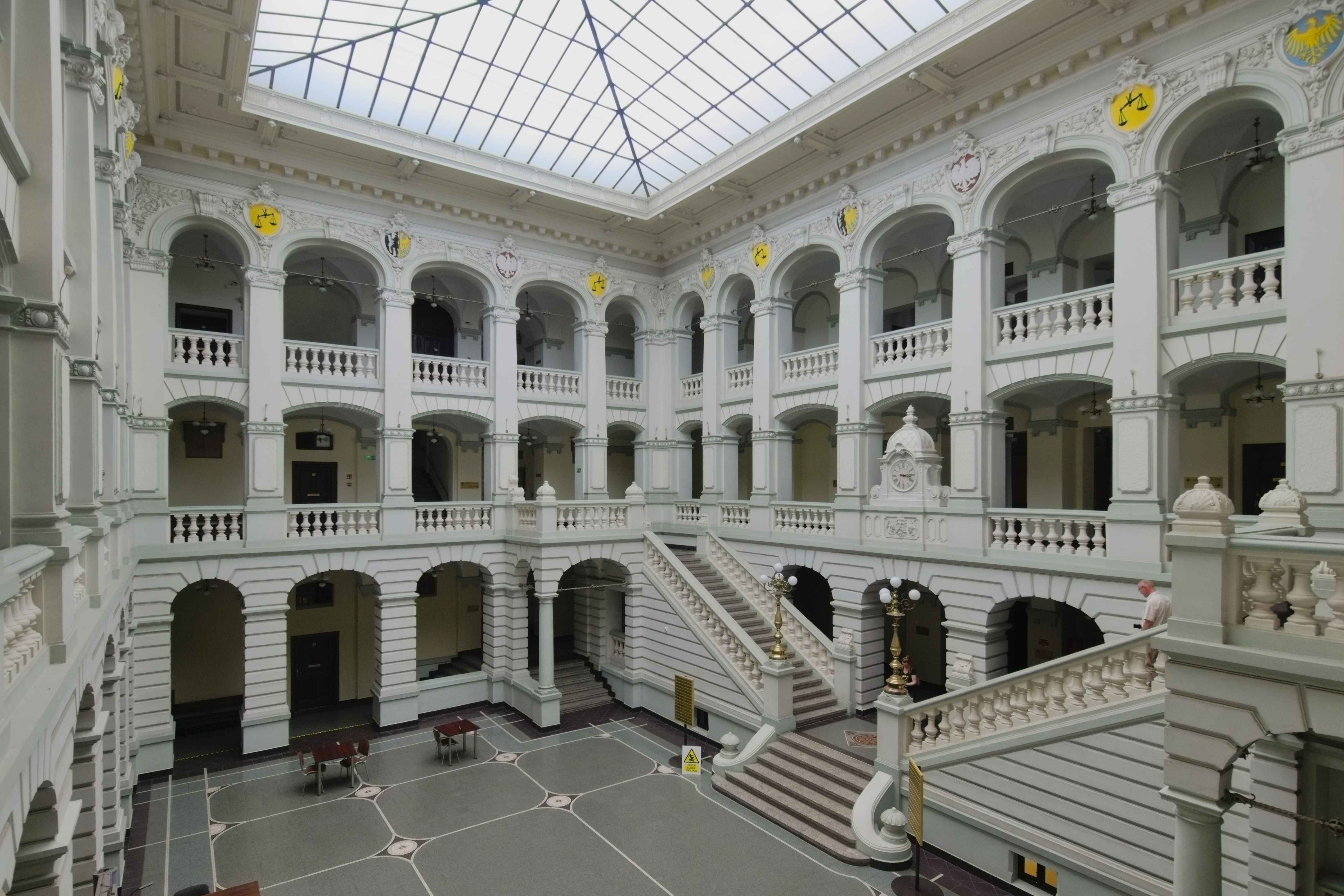
Krużganki dziedzińca (2022)
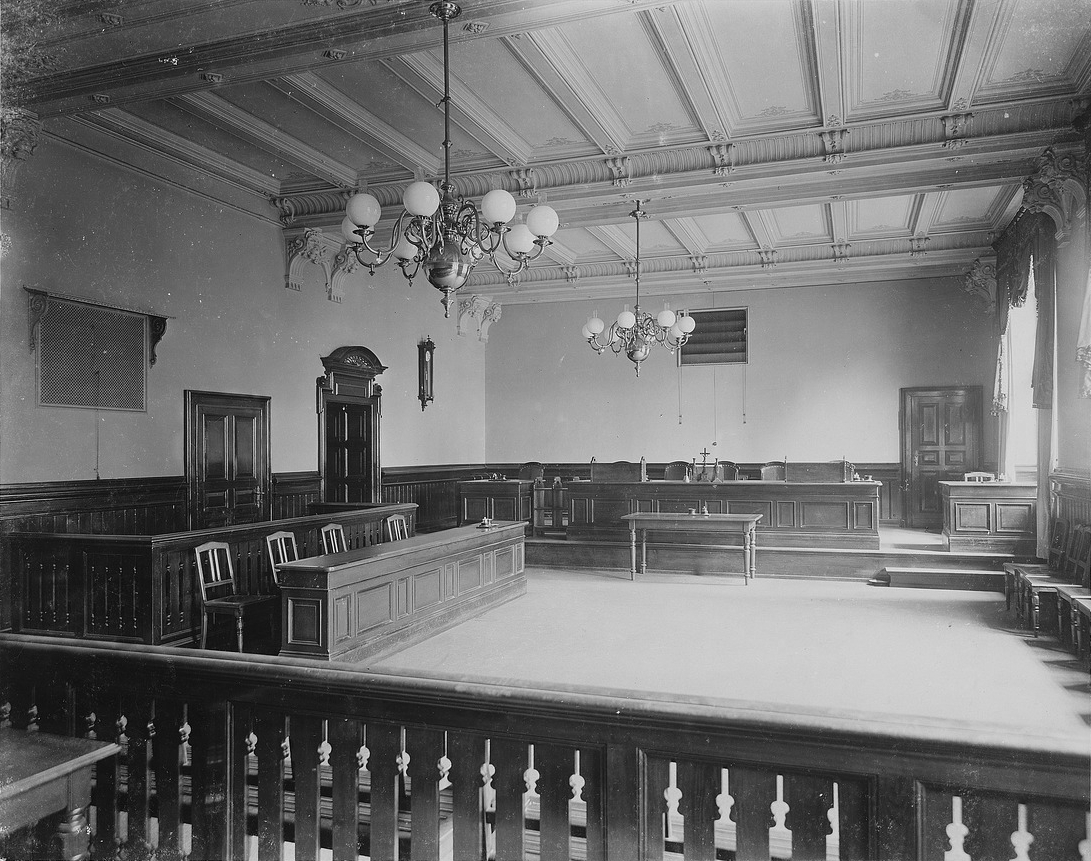
Sala rozpraw (około 1896)